# Ільїновка (Амурська область)
Ільїновка (рос. Ильиновка) — село у Октябрському районі Амурської області Російської Федерації. Розташоване на території українського історичного та етнічного краю Зелений Клин.
Входить до складу муніципального утворення Борисоглібська сільрада. Населення становить 184 особи (2018).

## Історія
З 20 жовтня 1932 року входить до складу новоутвореної Амурської області.
З 1 січня 2006 року органом місцевого самоврядування є Борисоглібська сільрада.

## Населення
| 2002 | 2010 | 2012 | 2013 | 2014 | 2015 | 2016 |
| ---- | ---- | ---- | ---- | ---- | ---- | ---- |
| 248  | ↘195 | →195 | →195 | ↗199 | ↗203 | ↘198 |
| 2017 | 2018 |      |      |      |      |      |
| ↘183 | ↗184 |      |      |      |      |      |